# Булунгу
Булунгу (рос. Булунгу) — село у Чегемському районі Кабардино-Балкарії Російської Федерації.
Орган місцевого самоврядування — сільське поселення Верхне-Чегемське. Населення становить 875 осіб.

## Історія
Згідно із законом від 27 лютого 2005 року органом місцевого самоврядування є сільське поселення Верхне-Чегемське.

## Населення
| 2002 | 2010 |
| ---- | ---- |
| 824  | ↗875 |